# Mezőkövesd Zsóry FC
A Mezőkövesdi SE (szponzorált nevén, a felnőtt csapat: Mezőkövesd Zsóry FC) magyar labdarúgóklub Mezőkövesd városából. Jelenleg az NB II-ben szerepel.

## A csapat története
A megalakulást követően az első két évben a járási bajnokságban szerepelt a kövesdi csapat, meg is nyerte a kiírásokat, de az osztályozókon nem sikerült kiharcolni a feljebb jutást, egészen az 1977–78-as szezonig. A következő évet tehát már a megyei I-ben kezdhették az MMSE labdarúgói, az akkor elkészült, vadonatúj sporttelepen, amely azóta is a klub otthona. A megyei első osztályban zömmel a középmezőnyben végeztek a kövesdiek, az 1990-es években azonban már sorozatban jöttek a dobogós helyezések is, míg végre az 1995–96-os szezonban sikerült az első helyen végezni.
1996–2006 között az NB III-ban szerepelt a felnőtt csapat a 2000–2001-es idényt leszámítva, amikor a Mátra csoportból való kiesés miatt a megyei I-ben nyertek bajnoki címet. Az 1996–97-es idényben újoncként ötödik helyen végzett a gárda a Tisza csoportban, de volt esélye arra is, hogy feljebb lépjen az NB II-be, vagy NB I/B-be. A 2001-es visszatérés után rendre az élmezőnyben végzett az NB III-ban a csapat, többször is a második, harmadik helyet megszerezve.
A 2006–2007-es szezonban, bár bronzérmet nyert a gárda, lehetőséget kapott arra, hogy a következő évadban az NB II-ben szerepeljen. Bár az első másodosztályú évben búcsúzni kényszerült a csapat, egy évvel később megnyerte az NB III Mátra csoportját, s ismét feljutott a második vonalba.
2009-től kezdve az NB II Keleti csoportjában két ötödik, egy második és egy első helyet szerzett a csapat, a 2012–2013-as idény aranyérme után pedig a 2013–2014-es idényben, története során először az NB I-ben szerepelhetett a csapat. Ez idő alatt nem csupán szakmai téren lépett előre a klub, hanem infrastruktúrában is: először műfüves pályák, majd 600 ülőhelyes lelátó épült a sporttelepen, az NB I-re pedig megépült a 4000 fős stadion is. Eközben az utánpótlás részére az egykori Tűzoltó pályán alakítottak ki edzőcentrumot, egy-egy nagy füves és műfüves pályával.
A 2013–2014-es NB I-es szereplés végül kieséssel végződött, 24 ponttal a 15., utolsó előtti helyen végzett a gárda. A 2014–2015-ös szezonban az immár egy csoportos, 16 csapatos NB II-ben negyedik lett az együttes. A 2015–16-os idényt a 2. helyen zárta a Mezőkövesd, így két év kihagyás után újra az élvonalban szerepelhetett.
A 2016–2017-es szezonban a Magyar Kupában az elődöntőig jutott a csapat, ott a vasas ellen estek ki 7–0-s összesítéssel. A bajnokságban a kiesés ellen harcolt a klub, azonban a 32. fordulóban Gohér Gergő góljával 3–2-re legyőzték a Paksot és kiharcolták a bennmaradást.
A 2019-2020-as szezonban a Kuttor Attila vezette Mezőkövesd a bajnokságban az élmezőnyhöz tartozott, a csapat meglepetésszerű teljesítményével a világ egyik legtekintélyesebb szakmai magazinja, a World Soccer Magazine is külön cikkben foglalkozott.
Az idény során a Magyar Kupában egészen a döntőig menetelt a Mezőkövesd, kiejtetve a Hévíz, a Sényő, a Győr, a Kaposvár, a Puskás Akadémia és a címvédő Fehérvár csapatát is. A döntőben a Budapest Honvédtól kaptak ki 2–1 arányban.

## Eredmények
| Szezon  | Osztály | Bajnokság               | Helyezés |
| ------- | ------- | ----------------------- | -------- |
| 1993-94 | 4       | BAZ megye I.            | 5.       |
| 1994-95 | 4       | BAZ megye I.            | 2.       |
| 1995-96 | 4       | BAZ megye I.            | 1.       |
| 1996–97 | 3       | NB III. Tisza csoport   | 5.       |
| 1997-98 | 3       | NB III. Mátra csoport   | 7.       |
| 1998-99 | 3       | NB III. Mátra csoport   | 4.       |
| 1999–00 | 3       | NB III. Mátra csoport   | 15.      |
| 2000–01 | 4       | BAZ megye I.            | 3.       |
| 2001–02 | 3       | NB III. Mátra csoport   | 4.       |
| 2002–03 | 3       | NB III. Mátra csoport   | 5.       |
| 2003–04 | 3       | NB III. Mátra csoport   | 3.       |
| 2004–05 | 3       | NB III. Mátra csoport   | 2.       |
| 2005–06 | 3       | NB III. Mátra csoport   | 5.       |
| 2006–07 | 3       | NB III. Mátra csoport   | 3.       |
| 2007–08 | 2       | NB II. keleti csoport   | 16.      |
| 2008–09 | 3       | NB III. Mátra csoport   | 1.       |
| 2009–10 | 2       | NB II. keleti csoport   | 5.       |
| 2010–11 | 2       | Ness Hungary keleti cs. | 2.       |
| 2011–12 | 2       | NB II. keleti csoport   | 6.       |
| 2012–13 | 2       | Ness Hungary keleti cs. | 1.       |
| 2013–14 | 1       | OTP bank Liga           | 15.      |
| 2014–15 | 2       | Merkantil Liga          | 4.       |
| 2015–16 | 2       | Merkantil Liga          | 2.       |
| 2016–17 | 1       | OTP bank Liga           | 9.       |
| 2017–18 | 1       | OTP bank Liga           | 9.       |
| 2018–19 | 1       | OTP bank Liga           | 6.       |
| 2019–20 | 1       | OTP bank Liga           | 4.       |
| 2020–21 | 1       | OTP bank Liga           | 8.       |

## A csapat stadionja
- Neve: Mezőkövesd Városi Stadion

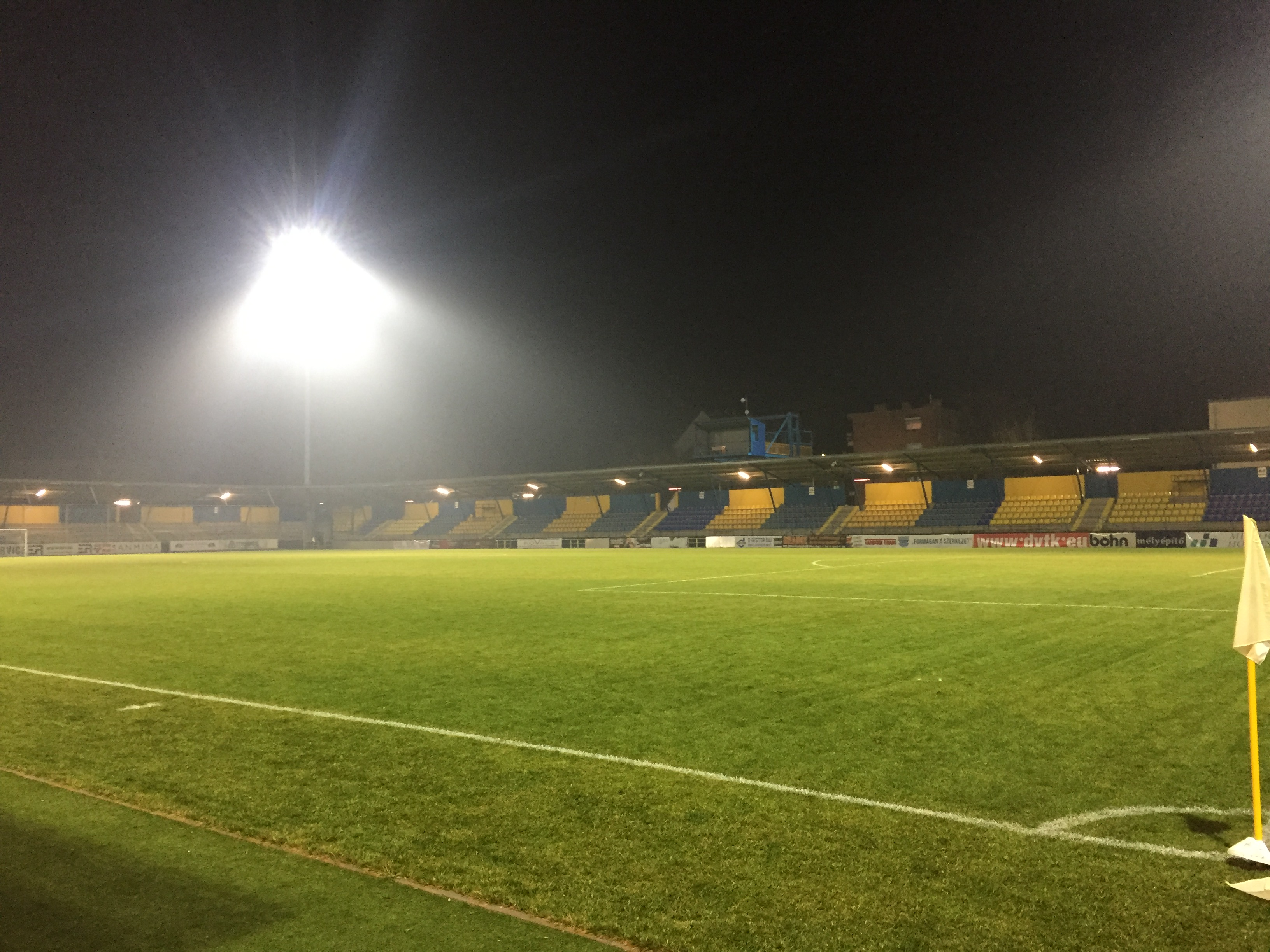
Mezőkövesd Zsóry FC stadion

- Címe: 3400 Mezőkövesd, Széchenyi út 9.
- Befogadóképessége: 5000 néző

## Játékoskeret
Utolsó módosítás: 2023. október 9.
A vastaggal jelzett játékosok felnőtt válogatottsággal rendelkeznek.
A dőlttel jelzett játékosok kölcsönben szerepelnek a klubnál.
Az érték oszlopban szereplő , , és = jelek azt mutatják, hogy a Transfermarkt legutóbbi adatfrissítése előtti állapothoz képest mennyit  nőtt, csökkent a játékos értéke, vagy ha nem változott, akkor azt az = jel mutatja.
| Mezszám                | Név                  | Nemzetiség                | Születési hely | Születési idő (kor)            | Korábbi csapat                 | Érték (€)         | Szerződés lejárta |
| Kapusok                | Kapusok              | Kapusok                   | Kapusok        | Kapusok                        | Kapusok                        | Kapusok           | Kapusok           |
| ---------------------- | -------------------- | ------------------------- | -------------- | ------------------------------ | ------------------------------ | ----------------- | ----------------- |
| 74                     | Kovácsik Ádám        | magyar                    | Budapest       | 1991. április 4. (33 éves)     | Fehérvár FC                    | 150 000 (=)       | Nem publikus      |
| 93                     | Riccardo Piscitelli  | ITA                       | Vimercate      | 1993. október 10. (31 éves)    | CD Nacional                    | 400 000 (=)       | 2024.06.30.       |
| 96                     | Tordai Árpád         | ROM · magyar              | Marosvásárhely | 1997. március 11. (28 éves)    | FC Farul Constanța             | 150 000 ( 50 000) | 2024.06.30.       |
| Védők                  |                      |                           |                |                                |                                |                   |                   |
| 3                      | Ilia Beriasvili      | grúz                      | Telavi         | 1998. július 9. (26 éves)      | FC Telavi                      | 350 000 ( 50 000) | 2025.06.30.       |
| 4                      | Andrej Lukić         | horvát                    | Újgradiska     | 1994. április 2. (30 éves)     | NK Hrvatski Dragovoljac        | 350 000 ( 50 000) | 2024.06.30.       |
| 17                     | Pillár Róbert        | szlovák                   | Bártfa         | 1991. május 27. (33 éves)      | FK Senica                      | 225 000 ( 25 000) | 2025.06.30.       |
| 26                     | Younn Zahary         | Comore-szigetek · francia | Nantes         | 1998. október 8. (26 éves)     | SO Cholet                      | 150 000 ( 75 000) | 2024.06.30.       |
| 29                     | Kojnok Zsolt         | magyar                    | Mór            | 2001. február 15. (24 éves)    | Fehérvár FC                    | 50 000 ( 25 000)  | 2025.06.30.       |
| 71                     | Artem Nahirnij       | UKR · magyar              | Khrystynivka   | 2003. július 10. (21 éves)     | Puskás Akadémia II             | 100 000 ( 25 000) | 2024.06.30.       |
| 72                     | Kállai Kevin         | magyar                    | Miskolc        | 2002. január 14. (23 éves)     | Szombathelyi Haladás           | 400 000 ( 75 000) | 2025.06.30.       |
| 77                     | Vajda Sándor         | magyar · UKR              | Mátészalka     | 1991. december 14. (33 éves)   | Balmazújvárosi FC              | 250 000 ( 50 000) | 2024.06.30.       |
| Középpályások          |                      |                           |                |                                |                                |                   |                   |
| 6                      | Illés Bálint         | magyar                    | Miskolc        | 2004. november 15. (20 éves)   | Diósgyőri VTK                  | 100 000 ( 25 000) | 2026.06.30.       |
| 7                      | Nagy Gergő           | HUN                       | Gyula          | 1993. január 7. (32 éves)      | Budapest Honvéd FC             | 150 000 ( 50 000) | 2024.06.30.       |
| 8                      | David Babunski       | macedón · spanyol         | Szkopje        | 1994. március 1. (31 éves)     | Debreceni VSC                  | 400 000 (=)       | 2025.06.30.       |
| 14                     | Aleksandr Karnitskiy | fehérorosz                | Sztovbci       | 1989. február 14. (36 éves)    | ACS Sepsi OSK Sepsiszentgyörgy | 150 000 ( 50 000) | 2024.06.30.       |
| 15                     | Marko Brtan          | CRO                       | Zágráb         | 1991. április 7. (33 éves)     | NK Hrvatski Dragovoljac        | 150 000 ( 75 000) | 2024.06.30.       |
| 24                     | Cseri Tamás          | magyar                    | Győr           | 1988. január 15. (37 éves)     | Kisvárda FC                    | 100 000 (=)       | 2024.06.30.       |
| 78                     | Christian Gomis      | Szenegál · francia        | Dakar          | 1998. augusztus 25. (26 éves)  | Budapest Honvéd FC             | 300 000 (=)       | 2026.06.30.       |
| 94                     | Cseke Benjámin       | magyar                    | Budapest       | 1994. július 22. (30 éves)     | MTK Budapest FC                | 350 000 ( 50 000) | 2024.06.30.       |
|                        | Bőle Lukács          | magyar                    | Marcali        | 1990. március 27. (34 éves)    | Paksi FC                       | 200 000 ( 75 000) | Nem publikus      |
|                        | Szilágyi Szabolcs    | ROM · magyar              | Kolozsvár      | 2003. szeptember 23. (21 éves) | Vasas FC                       | 200 000 ( 50 000) | 2024.06.30.       |
| Csatárok               |                      |                           |                |                                |                                |                   |                   |
| 9                      | Stefan Dražić        | szerb                     | Belgrád        | 1992. augusztus 14. (32 éves)  | Diósgyőri VTK                  | 650 000 (=)       | 2024.06.30.       |
| 10                     | Ugrai Roland         | magyar                    | Békéscsaba     | 1992. november 13. (32 éves)   | Pendikspor                     | 200 000 ( 50 000) | 2025.06.30.       |
| 11                     | Szalai József        | magyar                    | Kecskemét      | 2002. november 11. (22 éves)   | Vasas FC                       | 100 000 ( 25 000) | 2026.06.30.       |
| 16                     | Molnár Gábor         | magyar                    | Miskolc        | 1994. május 16. (30 éves)      | Diósgyőri VTK                  | 300 000 ( 50 000) | 2024.06.30.       |
| 80                     | Kállai Zalán*        | magyar                    | Miskolc        | 2004. február 21. (21 éves)    | Illés Béla Labdarúgó Akadémia  | 75 000 (=)        | 2025.06.30.       |
| Kölcsönadott játékosok |                      |                           |                |                                |                                |                   |                   |
| Név                    | Poszt                | Nemzetiség                | Születési hely | Születési idő (kor)            | Kölcsönben itt                 | Érték (€)         | Kölcsön lejárta   |
| Kotula Máté            | védő                 | magyar                    | Szolnok        | 2001. október 18. (23 éves)    | Kazincbarcikai SC              | 125 000 (=)       | 2024.06.30.       |
| Bodnár Attila          | középpályás          | magyar                    | Eger           | 2005. január 29. (20 éves)     | Putnok VSE                     | 25 000 (=)        | 2024.06.30.       |

## Híres labdarúgók
* a félkövérrel írt játékosok rendelkeznek felnőtt válogatottsággal.
- Kamer Qaka
- Antonio Vutov
- Dino Beširović
- Marek Střeštík
- Tarmo Kink
- Alekszandr Karnickij
- Arcjom Kancavi
- Budu Zivzivadze
- Patrick Mevoungou
- Fabrice Onana
- Linas Pilibaitis
- Aleksandar Damčevski
- Amadou Moutari
- Martin Chrien
- Patrik Mišák
- Andrij Borjacsuk
- Balogh Béla
- Berecz Zsombor
- Cseri Tamás
- Devecseri Szilárd
- Farkas Balázs
- Guzmics Richárd
- Lázár Pál
- Nagy Dániel
- Rajczi Péter
- Szalai Attila
- Szappanos Péter
- Vaskó Tamás
- Vermes Krisztián

## Az NB I-es szezonja
- A Mezőkövesdi SE 2013–2014-es szezonja
- A Mezőkövesdi SE 2016–2017-es szezonja
- A Mezőkövesdi SE 2017–2018-as szezonja
- A Mezőkövesd Zsóry FC 2021–2022-es szezonja
- A Mezőkövesd Zsóry FC 2022–2023-as szezonja
- A Mezőkövesd Zsóry FC 2023–2024-es szezonja

## Vezetőedzők
- Varga István (?–1991)
- Újvárosi László (1992–1996)
- László István (1996–1998)
- Kubinyi József (1998)
- Varga Zoltán (1998–2000)[9]
- Újvárosi László (2000–2001)
- László István (2001–2002)
- Kálmán Vilmos (2002–2003)[10]
- Nyikes Mátyás (2003)
- Koleszár György (2003–2005)[11]
- Vígh Tibor 2005
- Lengyel Lajos 2005–2007
- Vojtekovszki Csaba 2007–2008
- Huszák Géza (2008–2011)[12]
- Szabados György (2011–2012)[13]
- Véber György (2012–2014)[14]
- Tóth László (2014–2015)[15]
- Lucsánszky Tamás (2015)[16]
- Varga Attila mb. (2015)[17]
- Benczés Miklós (2015)[18]
- Tóth László mb. (2015)[19]
- Pintér Attila (2015–2016)[20]
- Szivics Tomiszlav (2016–2017)[21]
- Radványi Miklós (2017)[22]
- Kuttor Attila (2017–2020)[23]
- Pintér Attila (2020–2021)[24]
- Supka Attila (2021–2022)[25]
- Kuttor Attila (2022–2024)[26]
- Milan Milanović (2024)[27]
- Tóth Mihály (2024)[28]
- Csertői Aurél (2024–)